# Landstingsvalen i Sverige 1916
Landstingsvalen i Sverige 1916 genomfördes 1916. Vid detta val valdes halva landstingen i samtliga län för mandatperioden 1916-1920 (perioden avbröts dock av valet 1919). Den andra halvan hade valts 1914 på ett fyraårigt mandat. Valet påverkade också på sikt första kammarens sammansättning.
I valet tillämpades varken allmän eller lika rösträtt. Istället baserades röstetalen på medborgarnas inkomst vilket, som av tabellen framgår, ofta gynnade den politiska högern.

## Valresultat
| Parti                | Parti                      | Antal röster     | Antal röster | Röstetal  | Röstetal | Röstetal | Mandatfördelning | Mandatfördelning | Mandatfördelning | Mandatfördelning |
| Parti                | Parti                      | Antal            | %            | Antal     | %        | +−       | Valda 1916       | Kvar- stående    | Totalt           | +−               |
| -------------------- | -------------------------- | ---------------- | ------------ | --------- | -------- | -------- | ---------------- | ---------------- | ---------------- | ---------------- |
|                      | Allmänna valmansförbundet  | 113 999          | 40,1         | 1 182 892 | 52,6     | +2,0     | 349              | 336              | 685              | -11              |
|                      | Frisinnade landsföreningen | 83 240           | 29,3         | 549 175   | 24,4     | -2,1     | 156              | 169              | 325              | -22              |
|                      | Socialdemokraterna         | 85 929           | 30,2         | 511 174   | 22,7     | -0,1     | 123              | 113              | 236              | +44              |
|                      | Övriga                     | 1 256            | 0,4          | 7 433     | 0,3      | —        | 0                | 0                | 0                | —                |
| Antal giltiga röster | Antal giltiga röster       | 284 424          | 100,0        | 2 250 674 | 100,0    |          | 628              | 618              | 1 246            | +11              |
| Ogiltiga röster      | Ogiltiga röster            | 3 496            |              |           |          |          |                  |                  |                  |                  |
| Totalt               | Totalt                     | 287 920 (56,0 %) |              |           |          |          |                  |                  |                  |                  |